# Едмон Бошам
Едмон Бошам (фр. Edmond Beauchamp; 3 березня 1900 — 3 червня 1985) — французький актор кіно та театру, знявся в 70 фільмах між 1928 і 1979 роками.

## Вибрана фільмографія
- 1938 — Марсельєза
- 1947 — Диявол у тілі
- 1956 — Собор Паризької Богоматері
- 1958 — Красунчик Серж
- 1959 — Горбань
- 1960 — Капітан
- 1961 — Чоловік на ім'я Ла Рокка